# Barranc d'Aigüissi
El Barranc d'Aigüissi és un barranc que discorre del tot dins del terme municipal de la Vall de Boí, a la comarca de l'Alta Ribagorça, i dins el Parc Nacional d'Aigüestortes i Estany de Sant Maurici.
«El nom prové del llatí "aqua exi", surt aigua».
És afluent per la dreta del Riu de Sant Nicolau. Té el naixement a 2.431 metres, a l'Estany d'Aigüissi, a Aigüissi; el seu curs discorre cap al sud; al seu tram final passa a 100 metres a l'oest de l'Ermita de Sant Nicolau i desaigua uns 300 metres al sud.